# Il était un petit navire (opéra-comique)
Pour les articles homonymes, voir Il était un petit navire (homonymie).
Il était un petit navire est un opéra-comique (satire lyrique) en trois tableaux de Germaine Tailleferre sur un livret d'Henri Jeanson créé le 9 mars 1951 à l'Opéra-Comique à Paris. Le titre reprend celui de la chanson populaire française Il était un petit navire.
C'est la version étendue de l'opéra en un acte Le Marin de Bolivar des mêmes auteurs, créé en 1937. L'écriture prit plusieurs années, Germaine Tailleferre étant aux États-Unis, et devant suivre le rythme d'Henri Jeanson.
La création à l'Opéra-Comique, sous la direction de Pierre Dervaux, dans une mise en scène de Louis Musy, une chorégraphie de Jean-Jacques Etchevery et des décors et costumes de Lucien Boucher, avec Denise Duval, Jean Giraudeau et Émile Rousseau dans les rôles principaux, fut l'occasion d'une émeute, qui fit parler du « naufrage du petit navire ». Le texte du livret, qui attaquait les goûts des bourgeois, clients de l'opéra-comique, la couleur politique du librettiste, opposée à celle des critiques, et surtout les importantes coupes opérées par le chef d'orchestre, sont avancées pour expliquer l'insuccès de cet opéra.
Germaine Tailleferre tira de la partition plusieurs pièces pour piano seul. Plusieurs années après, elle tenta de reconstituer de mémoire les parties coupées de sa partition[réf. nécessaire].